# Vreia de Bornes
Vreia de Bornes ist eine Gemeinde (Freguesia) im portugiesischen Kreis (Concelho) von Vila Pouca de Aguiar. In ihr leben 567 Einwohner (Stand 19. April 2021).

## Verwaltung
Vreia de Bornes ist namensgebender Ort der Gemeinde (Freguesia), deren Sitz jedoch im Ort Barbadães de Cima liegt. Folgende Ortschaften liegen in der Gemeinde:
- Barbadães de Cima
- Barbadães de Baixo
- Eiriz
- Soutelinho do Monte
- Vreia de Bornes

## Söhne und Töchter
- Gilberto Délio Gonçalves Canavarro dos Reis (* 1940), Bischof von Setúbal